# کریس مونرو
کریس مونرو (انگلیسی: Chris Munro) یک مهندس صدا است که از سال ۱۹۷۲ تاکنون مشغول فعالیت بوده‌است.